# Лясково (Тверская область)
Лясково — деревня в составе Кулицкого сельского поселения Калининского района Тверской области.

## География
Расположена на левом берегу реки Кава, близ места её впадения в Тверцу. Через деревню проходит региональная автодорога 28Н-0518 «Глазково —  Мухино». Находится в 21 км к северо-западу от районного и областного центра — города Тверь. Высота центра селения над уровнем моря — 144 м.

## Население
В 1997 году — 7 хозяйств, 13 жителей.
| 2010 |
| ---- |
| 12   |